# Wâsit (province)
Pour le site archéologique, voir Wâsit.
La province de Wâsit est une province d'Irak qui doit son nom au site archéologique de Wâsit, ville fondée en 702 par Al-Hajjaj ben Yusef. 
Avant 1976, la province s'appelait Kut.

## Géographie
La province est frontalière de l'Iran.

### Districts
| District    |           | Capitale     |           |
| ----------- | --------- | ------------ | --------- |
| Al-Kût      | الكوت     | Kut          | الكوت     |
| An-Naamaniy | النعمانية | An-Naamaniya | النعمانية |
| Al-Hay      | الحي      | Al-Hay       | الحي      |
| Badra       | بدرة      | Badra        | بدرة      |
| As-Suwayra  | الصويرة   | As-Suwayra   | الصويرة   |